# كيريكو والساحرة
كيريكو والساحرة هو فيلم رسوم متحركة طويل فرنسي وبلجيكي ولوكسمبورغي أخرجه ميشيل أوسلوت وصدر سنة 1998. وهو مقتبس من حكاية أفريقية، ويحكي مغامرات كيريكو، صبي صغير لكنه بذكاء وسخاء غير عاديين. وحربه ضد ساحرة اسمها كارابا، التي تستبد سكان القرية بقوى الشر التي تمتلكها. سيناريو الفيلم ورسوماته وموسيقاه وصوته مستوحاة من ثقافات غرب أفريقيا.
حقق فيلم كيريكو والذي يعد أول فيلم طويل لميشيل أوسلوت نجاحا تجاريا ونقديا غير متوقع، مع ما يقرب من مليون تذكرة خلال أول عرض له في فرنسا. كان لهذا النجاح تأثير إيجابي جدا على تطوير صناعة الرسوم المتحركة في فرنسا وعلى تمويل أفلام رسوم متحركة أخرى في البلاد على مدى السنوات التالية. 
وأعقب كيريكو والساحرة فيلم ثاني، بعنوان كيريكو ووحوش البرية، صدر في عام 2005، ويروي مغامرات أخرى لكيريكو تجري خلال أحداث الفيلم الأول، ثم فيلم ثالث بنفس المبدأ، بعنوان كيريكو والرجال والنساء صدر أواخر سنة 2012. كما تم رفض طبع شخصية كيريكو أيضا على وسائل إعلام أخرى (كتب الأطفال، وألعاب الفيديو، والأفلام الوثائقية).

## أبطال العمل
- إيسيو نيانغ

## مقالات دات صلة
- حكاية

## روابط خارجية
- كيريكو والساحرة على موقع IMDb (الإنجليزية)
- كيريكو والساحرة على موقع روتن توميتوز (الإنجليزية)
- كيريكو والساحرة على موقع ألو سيني (الفرنسية)
- كيريكو والساحرة على موقع Turner Classic Movies (الإنجليزية)
- كيريكو والساحرة على موقع أول موفي (الإنجليزية)
- كيريكو والساحرة على موقع فيلمافينيتي (الإسبانية)
- كيريكو والساحرة على موقع قاعدة بيانات الأفلام السويدية (السويدية)
- كيريكو والساحرة على موقع قاعدة بيانات الفيلم (الإنجليزية)
- كيريكو والساحرة على موقع ليتربوكسد (الإنجليزية)
- كيريكو والساحرة على موقع كينوبويسك (الروسية)

- كيريكو والساحرة على موقع دليل الأفلام
- كيريكو والساحرة على موقع ألوسيني